# Burger di riso
Un burger di riso o rice burger (ライスバーガー?, raisu bāgā) è un panino giapponese.

## Storia
Il burger di riso venne inventato dalla catena di fast food giapponese MOS Burger nel 1987, ed era a base di daikon e tsukune. Il prodotto si affermò in Giappone, Corea del Sud, Taiwan, e altri paesi asiatici in cui opera la MOS Burger, ed è ritenuto l'alimento più controverso della catena. Oggi il panino di riso è noto anche in Australia, e viene preparato in varie catene di ristoranti.

## Caratteristiche
Si tratta di una variante del panino con hamburger occidentale in cui il pane viene sostituito da due dischi di riso, uova, e amido di mais. In genere, il companatico è composto da ingredienti locali a piacere, fra cui frutti di mare in tempura, pollo con salsa teriyaki, e carne grigliata.
In Corea, ove prendono il nome di  bapburger (bap/bab significa "riso" in lingua coreana), contengono kimchi saltato in padella, tonno, e maionese.
Esistono versioni vegetariane del piatto.